# Ратаје (Јегуновце)
Ратаје (мкд. Ратае) је насеље у Северној Македонији, у северном делу државе. Ратаје припада општини Јегуновце.

## Географија
Насеље Ратаје је смештено у северном делу Северне Македоније. Од најближег већег града, Тетова, насеље је удаљено 12 km источно.
Ратаје се налази у доњем делу историјске области Полог. Насеље је положено на северном делу Полошког поља. Око насеља се пружа поље, а даље ка истоку се издиже Жеден планина. Вардар протиче источно од насеља. Надморска висина насеља је приближно 440 метара.
Клима у насељу је умерено континентална. 

## Становништво
Ратаје је према последњем попису из 2002. године имало 411 становника.
Претежно становништво у насељу су етнички Македонци (99%), а остало су махом Срби.
Већинска вероисповест је православље.